# Gennaro Gattuso
Gennaro "Rino" Ivan Gattuso (Corigliano Calabro, 9. siječnja 1978.) talijanski je nogometni trener i bivši nogometaš. Trenutačno je izbornik talijanske nogometne reprezentacije. Igrao je na poziciji defenzivnog veznog, iako je ponekad išao prema naprijed, ili čak i na krilnu poziciju. U karijeri je s Milanom osvojio Ligu prvaka u sezonama 2002./03. i 2006./07., a s Italijom je bio prvak svijeta 2006. u Njemačkoj. Također posjeduje i Scudetto iz sezone 2003./04. i 2010./11., opet s Rossonerima.

## Životopis
Karijeru je započeo u Perugiji 1994. godine. Tamo se u 3 godine nije naigrao, a kasnije je kao 19-godišnjak prodan Glasgow Rangersima. U Škotskoj je bio miljenik navijača plavih zbog srčanosti i dosta agresivne i požrtvovne igre. Takvu je igru dijelom stekao baš igrajući u Rangersima gdje mu je trener bio Walter Smith. Njega i danas naziva svojim drugim ocem. Za vrijeme igranja u Škotskoj je upoznao i svoju buduću suprugu, Monicu. Nakon što je Smith otišao, a trener kluba postao Dick Advocaat, Gattuso je preselio prvo na klupu, odakle je rijetko ulazio, da bi zatim preselio i u drugi klub. Bila je to talijanska Salernitana. Cijena je tog transfera bila 3 milijuna funti. 
Već 10 mjeseci kasnije u njemu je pojačanje vidio AC Milan. Doveden je za 8 milijuna funti. Dotad samo pakleno borbeni Gattuso sve je više napredovao i u "igranju" nogometa, jer je u Milanu imao zadaću ići prema naprijed, te umjesto da zaustavlja protivničke napade i iznosi loptu iz vlastitog dijela, više je sudjelovao i u započimanju napada i dodavanju. S vremenom je prerastao u nezamijenjivog igrača jake momčadi i reprezentacije. Za svoju je državu nastupio na Olimpijadi 2000., na svjetskim prvenstvima 2002. i 2006., te na Europskom prvenstvu 2004. S vremenom je dobio nadimak "Rino", u prijevodu nosorog. 
U prosincu 2005. nakon Milanovog poraza od Schalkea u Ligi prvaka (2:3), Gattuso se posvađao s igračem njemačkog kluba Poulsenom. U medijima je izašla priča o velikoj svađi, no, sam Gennaro je izjavio da su mediji to sve prenapuhali.
Prema nekim navodima Gattuso je izrazio želju da se na kraju karijere oprosti u dresu Glasgow Rangersa, dok bi po drugima, to ipak trebao biti Manchester United. Gattuso je sve te priče opovrgnuo.

## Vanjske poveznice
- FootballDatabase.com Gattusov profil i statistika
- Profil na web-stranici Milana